# Sciaphylax hemimelaena
A Sciaphylax hemimelaena a madarak (Aves) osztályának verébalakúak (Passeriformes) rendjébe és a fazekasmadár-félék (Furnariidae) családjába tartozó faj.

## Rendszerezése
A fajt Philip Lutley Sclater angol ornitológus írta le 1857-ben, a Myrmeciza  nembe Myrmeciza hemimelaena néven. Egyes szervezetek jelenleg is ide sorolják.

## Alfajai
- Sciaphylax hemimelaena hemimelaena P. L. Sclater, 1857
- Sciaphylax hemimelaena pallens Berlepsch & Hellmayr, 1905

## Előfordulása
Az Amazonas-medencében, Bolívia, Brazília és Peru területén honos. Természetes élőhelyei a szubtrópusi és trópusi síkvidéki és hegyi esőerdők, valamint mocsári erdők. Állandó nem vonuló faj.

## Megjelenése
Testhossza 11–12 centiméter, testtömege 14,5–16,5 gramm.

## Életmódja
Rovarokkal és valószínűleg pókokkal táplálkozik.

## Természetvédelmi helyzete
Az elterjedési területe rendkívül nagy, egyedszáma pedig stabil. A Természetvédelmi Világszövetség Vörös listáján nem fenyegetett fajként szerepel.